# Veldhoven
'Veldhoven là một khu vực đô thị, tỉnh lị của tỉnh Noord-Brabant, Hà Lan. Khu đô thị được thành lập năm 1185. Veldhoven nằm ở phía nam-tây của Eindhoven.
Veldhoven ngày nay được thành lập sau khi hợp nhất những làng trước đây là nông thôn trong thế kỷ XX đã tăng trưởng với nhau để tạo thành một khu vực ăn uống lớn ở ngoại ô để Eindhoven. Các làng được Veldhoven thích hợp để phía tây nam, Meerveldhoven phía đông nam, và Zeelst ở phía đông bắc. Một trung tâm thành phố mới được xây dựng giữa Zeelst và Veldhoven.
Veldhoven là trụ sở của nhà sản xuất của công nghệ cao (bán dẫn) ASML. ASML nằm ở tòa nhà cao nhất (83 mét) trong Veldhoven. Thành phố Các tính năng một khu vực công nghiệp và văn phòng lớn dọc theo Giới tính, mà cũng bao gồm các bệnh viện lớn thứ hai trong khu vực đô thị Eindhoven, Maxima Medisch Centrum.
Sân bay Eindhoven nằm gần Veldhoven trên biên giới với Eindhoven trong phân khu Meerhoven.